# Падершич, Винко
Винко Падершич (словен. Vinko Paderšič; 24 сентября 1916, Тржич — 1942, Заград при Оточце) — словенский учёный-славист, партизан Народно-освободительной войны, Народный герой Югославии.

## Биография
Уроженец Тржича, Падершич учился в Люблянском университете на философском факультете по специальности «славистика». Окончил его в 1941 году. В студенческие годы состоял в коммунистической организации «Заря». После начала войны с Германией вступил в словенское коммунистическое движение «Освободительный фронт», а позднее ушёл в партизаны. В феврале 1942 года отправился в Доленьску, где вошёл в состав партизанского отряда Ново-Мешского округа. Вёл бои против итальянских войск.
В 1942 году (точная дата не установлена) его отряд был блокирован итальянскими войсками близ Шеньтернея, и Винко сотоварищи укрылся в Веселовой пещере, откуда продолжал отстреливаться. Итальянцы потребовали от партизана сдаться в плен, но тот отказался. Завязался двухдневный бой, по окончании которого Винко, не желая сдаваться в плен врагу, застрелился. 20 декабря 1951 ему посмертно присвоили звание Народного героя Югославии.